# Cyrthermannia luminosa
Cyrthermannia luminosa är en kvalsterart som beskrevs av Hammer 1971. Cyrthermannia luminosa ingår i släktet Cyrthermannia och familjen Nanhermanniidae. Inga underarter finns listade i Catalogue of Life.